# Mangaster

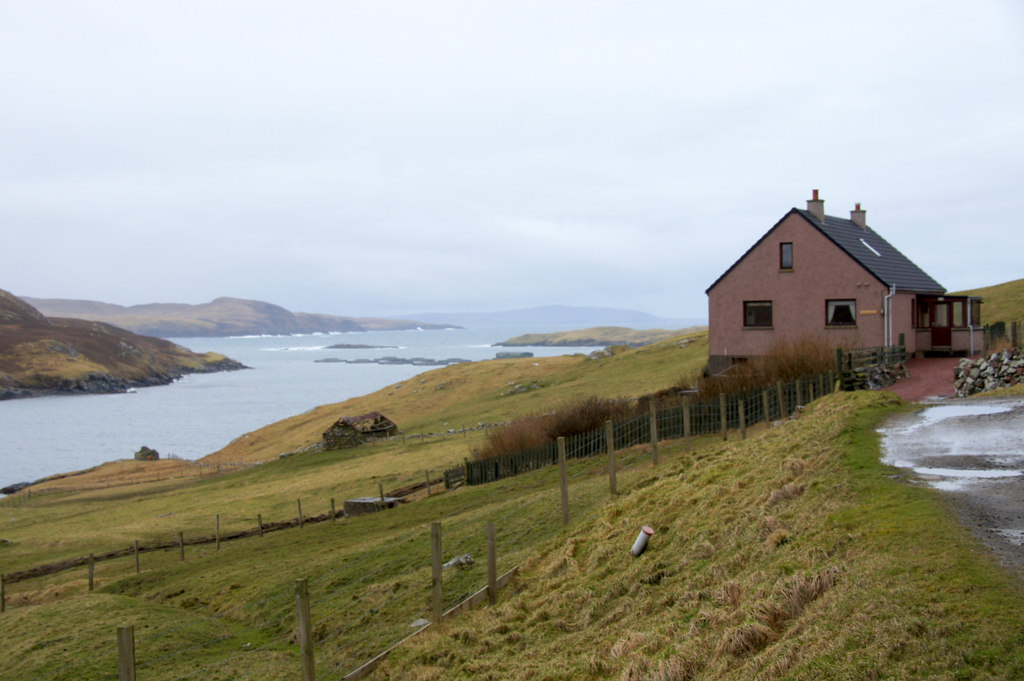
Mangaster und die Bucht

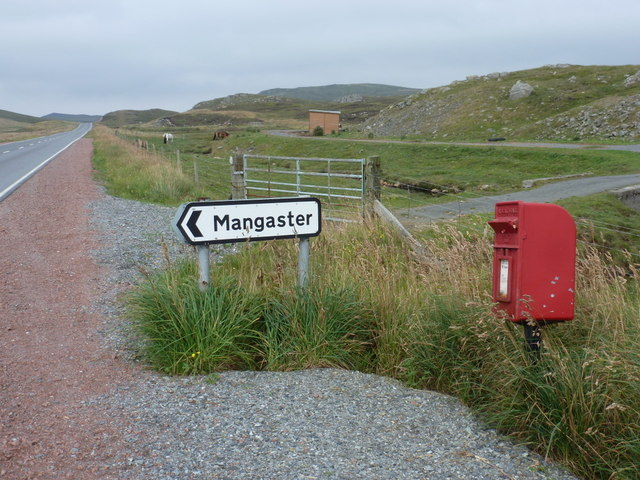
Schild nach Mangaster

Mangaster ist eine Ortschaft, die in Schottland im Norden der Shetlandinseln liegt.

## Geographie
Das kleine Mangaster liegt an der westlichen Küste von Northmavine, einer Halbinsel, die einen Ausläufer von Mainland bildet, und dort, etwas erhöht, über dem nördlichen Ufer der Meeresbucht Mangaster Voe, die zur St Magnus Bay gehört. Nach Brae sind es fünf Kilometer im Südosten, eine weitere Ortschaft in der Nähe ist Islesburgh im Süden.

## Historisches
Im Rahmen der historischen Gliederung Schottlands in Civil Parishes zählt Mangaster zu Northmaven.

## Verkehr
An Mangaster vorbei führt die A970, die, in diesem Abschnitt, Hillside mit Hillswick verbindet.